# Елгавский сахарный завод
Елгавский сахарный завод (латыш. Jelgavas cukurfabrika) был предприятием по производству пищевых продуктов, акционерным обществом, производившим сахар из сахарной свеклы. Предприятие находилось на улице Цукура 22, Елгава.
Компания была основана в 1926 году как частное акционерное общество, в следующем году стала государственной, в 1995 году приобрела статус акционерного общества. Административное здание предприятия было построено в 1925 году по проекту Эйжена Лаубе. Первым директором сахарного завода был Янис Лаже старший.
Свекольный сахар производился до 1940 года, в 1935 году производилось 500 тонн в сутки. С конца 1950-х годов производился сахар из импортного тростникового сахара-сырца, а в конце 1970-х годов началось производство жидкого сахара. В 1981 году заводом было произведено 104,25 тысячи тонн сахара. Продукция продавалась в Латвии, Эстонии, а также в ближайших регионах СССР. После восстановления независимости Латвии Елгавский сахарный завод занимался производством свекловичного сахара, в 2003 году было произведено 53,4 тысячи тонн сахара. Кроме этого производилась выработка тепла и электроэнергии. В 2003 году оборот компании достиг 18,1 миллиона латов.
В 2004 году на сахарном заводе работало 182 человека.
О прекращении производства сахара было объявлено в 2006 году (прекращено в 2007 году).
Сегодня Елгавский сахарный завод полностью снесен, а на его месте строится завод грузовых вагонов.